# Jani Toivola
Jani Toivola, född 27 november 1977 i Vasa i Finland, är en finländsk skådespelare, dansare, författare och före detta politiker. 

## Politisk karriär
2011 blev Toivola invald i Finlands riksdag för De gröna med 4174 personliga röster. Han är den första riksdagsledamoten i Finland med afrikansk bakgrund.
I november 2014 meddelade Toivola att han inte skulle kandidera i det kommande riksdagsvalet av familjeskäl. I februari 2015 meddelade han dock att han skulle kandidera. I valet fick han 6557 röster, blev röstkungen inom sitt parti i Nylands valkrets och förnyade sitt mandat. Under detta mandat var Toivola sjukskriven på grund av utbrändhet och depression i sju månader.
Toivola meddelade att han skulle lämna riksdagen och inte kandidera i valet 2019. En orsak var att han hade använt riksdagsledamöternas taxikort också då han var officiellt sjukskriven.

## Privatliv
Toivolas pappa är från Kenya men han växte upp med bara sin mamma i Helsingfors.
Toivola är öppet homosexuell. Han är ensamstående far till en dotter.
År 2010 gick han ur kyrkan men blev medlem igen fyra år senare då hans dotter döptes, och agerade församlingsvalets ansikte samma år.

## Priser
- Helmets litteraturpris 2017 för Musta tulee isona valkoinen